# Premier tour des éliminatoires de la zone Asie de la Coupe du monde de football 2026
Cet article donne les résultats du premier tour de la zone Asie pour les éliminatoires de la Coupe du monde de football 2026.

## Format
Au premier tour, les vingt-et-un pays de la zone Asie les moins bien classés au Classement FIFA s'affrontent en matchs aller-retour à élimination directe. Les onze vainqueurs accèdent au deuxième tour. Les îles Mariannes du Nord 47e membre de l'AFC ne sont pas membre de la FIFA ne participent pas aux éliminatoires.
Les matchs se déroulent en octobre 2023.

## Tirage au sort
Les vingt équipes entrant au premier tour des éliminatoires de la zone Asie ont, en vue du tirage, préalablement été placées dans deux chapeaux en fonction du classement FIFA de juillet 2023 (classement de l'équipe indiqué entre parenthèses dans le tableau ci-dessous).
- Chapeau A (têtes de séries) : contient les onze équipes les mieux classées (c'est-à-dire classées de la 27e à la 36e place de la zone Asie selon le classement FIFA).
- Chapeau B : contient les équipes classées de la 37e à la 46e place de la zone Asie.

Le tirage a lieu le 27 juillet 2023 à l'AFC House à Kuala Lumpur, en Malaisie.
Note : Les équipes en gras se sont qualifiées pour le deuxième tour.
| Chapeau 1 | Chapeau 2 |
| --- | --- |
| 1. Hong Kong (149) 2. Indonésie (150) 3. Taipei chinois (153) 4. Maldives (155) 5. Yémen (156) 6. Afghanistan (157) 7. Singapour (158) 8. Birmanie (160) 9. Népal (175) 10. Cambodge (176) | 1. Macao (182) 2. Mongolie (183) 3. Bhoutan (185) 4. Laos (187) 5. Bangladesh (189) 6. Brunei (190) 7. Timor oriental (192) 8. Pakistan (201) 9. Guam (203) 10. Sri Lanka (207) |

## Matchs

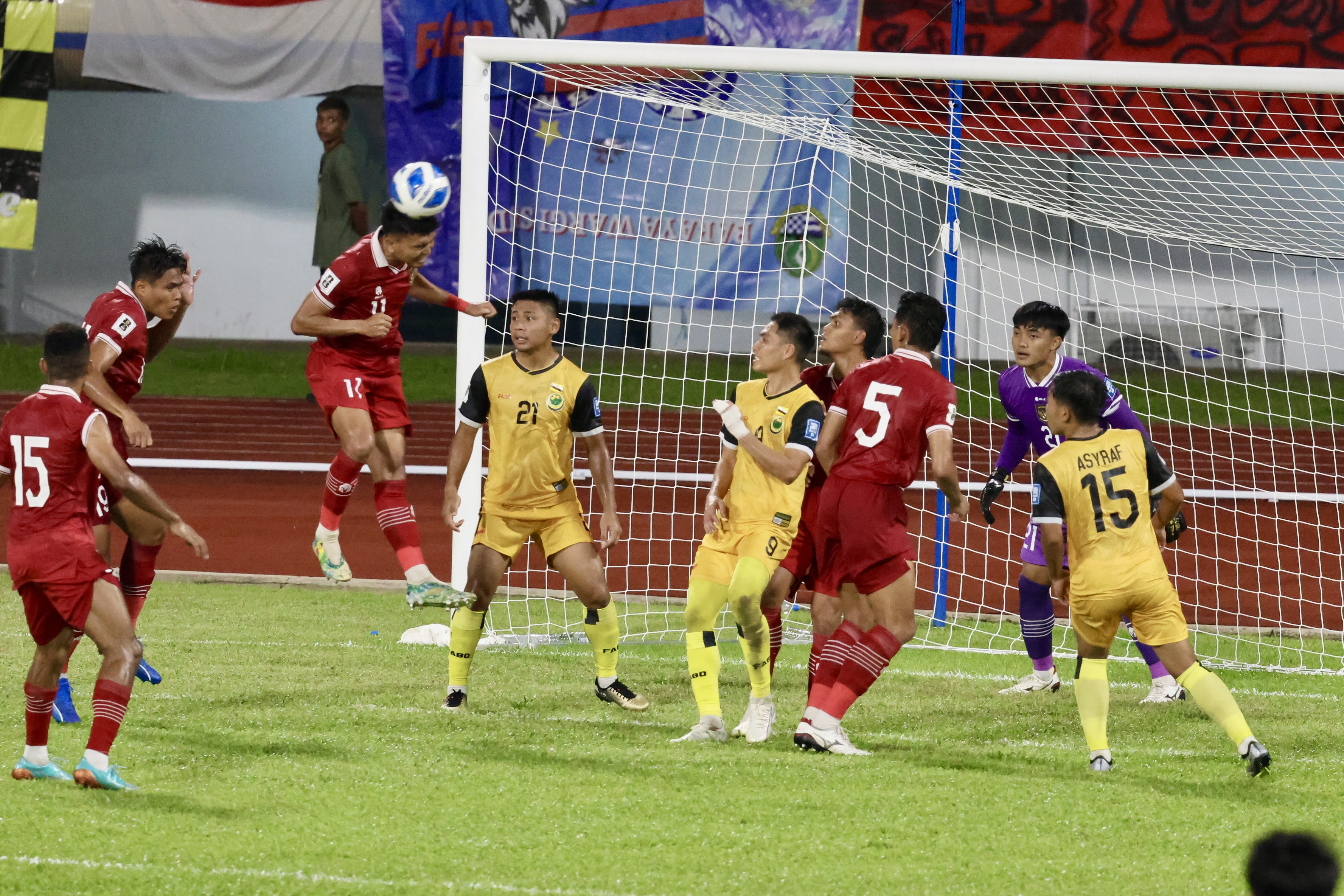
Match opposant l'Indonesia - à Brunei le 17 octobre 2023

| Équipe         | Aller | Total  | Retour | Équipe         |
| -------------- | ----- | ------ | ------ | -------------- |
| Afghanistan    | 1 - 0 | 2 - 0  | 1 - 0  | Mongolie       |
| Maldives       | 1 - 1 | 2 - 3  | 1 - 2  | Bangladesh     |
| Singapour      | 2 - 1 | 3 - 1  | 1 - 0  | Guam           |
| Yémen          | 3 - 0 | 4 - 1  | 1 - 1  | Sri Lanka      |
| Birmanie       | 5 - 1 | 5 - 1  | 0 - 0  | Macao          |
| Cambodge       | 0 - 0 | 0 - 1  | 0 - 1  | Pakistan       |
| Taipei chinois | 4 - 0 | 7 - 0  | 3 - 0  | Timor oriental |
| Indonésie      | 6 - 0 | 12 - 0 | 6 - 0  | Brunei         |
| Hong Kong      | 4 - 0 | 4 - 2  | 0 - 2  | Bhoutan        |
| Népal          | 1 - 1 | 2 - 1  | 1 - 0  | Laos           |

## Résultats
| 12 octobre 2023 | Afghanistan | 1 - 0   | Mongolie        | Stade Pamir, Douchanbé ( Tadjikistan)          |                                                |
| 19h00 UTC+5     | Sharza 60e  | (0 - 0) |                 | Spectateurs : 1 456 Arbitrage : Qasim Al-Hatmi | Spectateurs : 1 456 Arbitrage : Qasim Al-Hatmi |
| 19h00 UTC+5     |             | Rapport | 78e Tsend-Ayush | Spectateurs : 1 456 Arbitrage : Qasim Al-Hatmi | Spectateurs : 1 456 Arbitrage : Qasim Al-Hatmi |

| 17 octobre 2023 | Mongolie | 0 - 1   | Afghanistan | Centre de football de la FFM, Oulan-Bator     |                                               |
| 15h00 UTC+8     |          | (0 - 0) | Noor 71e    | Spectateurs : 2 185 Arbitrage : Hassan Akrami | Spectateurs : 2 185 Arbitrage : Hassan Akrami |
| 15h00 UTC+8     | Rapport  |         |             | Spectateurs : 2 185 Arbitrage : Hassan Akrami | Spectateurs : 2 185 Arbitrage : Hassan Akrami |

L'Afghanistan gagne 2–0 sur l'ensemble des deux matchs et se qualifie pour le deuxième tour.
| 12 octobre 2023 | Maldives   | 1 - 1   | Bangladesh  | Stade national de football, Malé             |                                              |
| 16h00 UTC+5     | Nazeem 87e | (0 - 0) | 90+2e Uddin | Spectateurs : 2 500 Arbitrage : Vahid Kazemi | Spectateurs : 2 500 Arbitrage : Vahid Kazemi |
| 16h00 UTC+5     | Rapport    |         |             | Spectateurs : 2 500 Arbitrage : Vahid Kazemi | Spectateurs : 2 500 Arbitrage : Vahid Kazemi |

| 17 octobre 2023 | Bangladesh              | 2 - 1   | Maldives      | Bashundhara Kings Arena, Dacca                 |                                                |
| 17h45 UTC+6     | Hossain 11e · Fahim 46e | (1 - 1) | 36e Ibrahim   | Spectateurs : 6 729 Arbitrage : Ammar Mahfoodh | Spectateurs : 6 729 Arbitrage : Ammar Mahfoodh |
| 17h45 UTC+6     | M.Rana 43e, 59e         | Rapport | 90+4e Rasheed | Spectateurs : 6 729 Arbitrage : Ammar Mahfoodh | Spectateurs : 6 729 Arbitrage : Ammar Mahfoodh |

Le Bangladesh gagne 3–2 sur l'ensemble des deux matchs et se qualifie pour le deuxième tour.
| 12 octobre 2023 | Singapour                   | 2 - 1   | Guam         | Stade national, Singapour                          |                                                    |
| 19h30 UTC+8     | Van Huizen 35e · Mahler 41e | (2 - 0) | Cunliffe 90e | Spectateurs : 10 355 Arbitrage : Mohammad Ghabayen | Spectateurs : 10 355 Arbitrage : Mohammad Ghabayen |
| 19h30 UTC+8     | Rapport                     |         |              | Spectateurs : 10 355 Arbitrage : Mohammad Ghabayen | Spectateurs : 10 355 Arbitrage : Mohammad Ghabayen |

| 17 octobre 2023 | Guam          | 0 - 1   | Singapour | Centre national de formation de la GFA, Dededo  |                                                 |
| 14h45 UTC+10    |               | (0 - 0) | Anuar 82e | Spectateurs : 1 012 Arbitrage : Chen Hsin-chuan | Spectateurs : 1 012 Arbitrage : Chen Hsin-chuan |
| 14h45 UTC+10    | Agustin 90+3e | Rapport |           | Spectateurs : 1 012 Arbitrage : Chen Hsin-chuan | Spectateurs : 1 012 Arbitrage : Chen Hsin-chuan |

Singapour gagne 3–1 sur l'ensemble des deux matchs et se qualifie pour le deuxième tour.
| 12 octobre 2023 | Yémen                                         | 3 - 0   | Sri Lanka | Stade du Club Damac, Khamis Mushait ( Arabie saoudite) |                                                  |
| 20h00 UTC+3     | Maher 34e · Al-Gahwashi 67e · Al-Matari 90+3e | (1 - 0) |           | Spectateurs : 1 526 Arbitrage : Nasrullo Kabirov       | Spectateurs : 1 526 Arbitrage : Nasrullo Kabirov |
| 20h00 UTC+3     | Rapport                                       |         |           | Spectateurs : 1 526 Arbitrage : Nasrullo Kabirov       | Spectateurs : 1 526 Arbitrage : Nasrullo Kabirov |

| 17 octobre 2023 | Sri Lanka         | 1 - 1   | Yémen        | Hippodrome de Colombo, Colombo                    |                                                   |
| 15h00 UTC+5:30  | Mudiyanselage 89e | (0 - 1) | 4e Al-Matari | Spectateurs : 3 000 Arbitrage : Clifford Daypuyat | Spectateurs : 3 000 Arbitrage : Clifford Daypuyat |
| 15h00 UTC+5:30  | Rapport           |         |              | Spectateurs : 3 000 Arbitrage : Clifford Daypuyat | Spectateurs : 3 000 Arbitrage : Clifford Daypuyat |

Le Yémen gagne 4–1 sur l'ensemble des deux matchs et se qualifie pour le deuxième tour.
| 12 octobre 2023 | Birmanie                                           | 5 - 1   | Macao      | Stade Thuwunna, Rangoun                          |                                                  |
| 16h00 UTC+6:30  | Aung 39e 90+5e · Kyaw 62e · Mann 81e · Naing 90+1e | (1 - 0) | 55e Torrão | Spectateurs : 6 213 Arbitrage : Pranjal Banerjee | Spectateurs : 6 213 Arbitrage : Pranjal Banerjee |
| 16h00 UTC+6:30  | Rapport                                            |         |            | Spectateurs : 6 213 Arbitrage : Pranjal Banerjee | Spectateurs : 6 213 Arbitrage : Pranjal Banerjee |

| 17 octobre 2023 | Macao   | 0 - 0   | Birmanie | Estádio Campo Desportivo, Taipa                   |                                                   |
| 19h30 UTC+8     |         | (0 - 0) |          | Spectateurs : 2 187 Arbitrage : Salim Al-Majarafi | Spectateurs : 2 187 Arbitrage : Salim Al-Majarafi |
| 19h30 UTC+8     | Rapport |         |          | Spectateurs : 2 187 Arbitrage : Salim Al-Majarafi | Spectateurs : 2 187 Arbitrage : Salim Al-Majarafi |

La Birmanie gagne 5–1 sur l'ensemble des deux matchs et se qualifie pour le deuxième tour.
| 12 octobre 2023 | Cambodge | 0 - 0   | Pakistan | Stade olympique, Phnom Penh                  |                                              |
| 19h00 UTC+7     |          | (0 - 0) |          | Spectateurs : 11 718 Arbitrage : Baraa Aisha | Spectateurs : 11 718 Arbitrage : Baraa Aisha |
| 19h00 UTC+7     | Rapport  |         |          | Spectateurs : 11 718 Arbitrage : Baraa Aisha | Spectateurs : 11 718 Arbitrage : Baraa Aisha |

| 17 octobre 2023 | Pakistan  | 1 - 0   | Cambodge | Stade sportif Jinnah, Islamabad              |                                              |
| 16h00 UTC+5     | Hamid 68e | (0 - 0) |          | Spectateurs : 9 562 Arbitrage : Feras Taweel | Spectateurs : 9 562 Arbitrage : Feras Taweel |
| 16h00 UTC+5     | Rapport   |         |          | Spectateurs : 9 562 Arbitrage : Feras Taweel | Spectateurs : 9 562 Arbitrage : Feras Taweel |

Le Pakistan gagne 1-0 sur l'ensemble des deux matchs et se qualifie pour le deuxième tour.
| 12 octobre 2023 | Taipei chinois                                 | 4 - 0   | Timor oriental | Stade national, Kaohsiung                         |                                                   |
| 19h00 UTC+8     | Yao-hsing 4e 60e · Ting-Yang 57e · Yu-ting 88e | (1 - 0) |                | Spectateurs : 1 894 Arbitrage : Ismaeel Habib Ali | Spectateurs : 1 894 Arbitrage : Ismaeel Habib Ali |
| 19h00 UTC+8     | Rapport                                        |         |                | Spectateurs : 1 894 Arbitrage : Ismaeel Habib Ali | Spectateurs : 1 894 Arbitrage : Ismaeel Habib Ali |

| 17 octobre 2023 | Timor oriental | 0 - 3   | Taipei chinois                    | Stade national, Kaohsiung ( Taïwan)           |                                               |
| 19h00 UTC+8     |                | (0 - 3) | 17e Yu · 19e Yen-shu · 23e Kouamé | Spectateurs : 745 Arbitrage : Tejas Nagvenkar | Spectateurs : 745 Arbitrage : Tejas Nagvenkar |
| 19h00 UTC+8     | Rapport        |         |                                   | Spectateurs : 745 Arbitrage : Tejas Nagvenkar | Spectateurs : 745 Arbitrage : Tejas Nagvenkar |

Le Taipei chinois gagne 7-0 sur l'ensemble des deux matchs et se qualifie pour le deuxième tour.
| 12 octobre 2023 | Indonésie                                                | 6 - 0   | Brunei | Stade Gelora-Bung-Karno, Jakarta               |                                                |
| 19h00 UTC+7     | Drajad 7e 72e 90+2e · Ridho 12e · Sananta 63e (pen.) 67e | (2 - 0) |        | Spectateurs : 23 318 Arbitrage : Bijan Heydari | Spectateurs : 23 318 Arbitrage : Bijan Heydari |
| 19h00 UTC+7     | Rapport                                                  |         |        | Spectateurs : 23 318 Arbitrage : Bijan Heydari | Spectateurs : 23 318 Arbitrage : Bijan Heydari |

| 17 octobre 2023 | Brunei  | 0 - 6   | Indonésie                                                                 | Stade du Sultan Hassanal Bolkiah, Bandar Seri Begawan |                                               |
| 20h15 UTC+8     |         | (0 - 3) | 6e 44e Caraka · 42e Vikri · 47e (pen.) Sulaeman · 63e Ridho · 82e Sananta | Spectateurs : 17 281 Arbitrage : Ahmed Al-Ali         | Spectateurs : 17 281 Arbitrage : Ahmed Al-Ali |
| 20h15 UTC+8     | Rapport |         |                                                                           | Spectateurs : 17 281 Arbitrage : Ahmed Al-Ali         | Spectateurs : 17 281 Arbitrage : Ahmed Al-Ali |

L'Indonésie gagne 12-0 sur l'ensemble des deux matchs et se qualifie pour le deuxième tour.
| 12 octobre 2023 | Hong Kong                                           | 4 - 0   | Bhoutan | Stade de Hong Kong, Hong Kong                      |                                                    |
| 20h00 UTC+8     | Udebuluzor 10e 16e · Shinichi 28e · Norbu 35e (csc) | (4 - 0) |         | Spectateurs : 10 259 Arbitrage : Razlan Joffri Ali | Spectateurs : 10 259 Arbitrage : Razlan Joffri Ali |
| 20h00 UTC+8     | Rapport                                             |         |         | Spectateurs : 10 259 Arbitrage : Razlan Joffri Ali | Spectateurs : 10 259 Arbitrage : Razlan Joffri Ali |

| 17 octobre 2023 | Bhoutan                     | 2 - 0   | Hong Kong | Stade Changlimithang, Thimphou                  |                                                 |
| 18h00 UTC+6     | Gyeltshen 28e · Chogyel 47e | (1 - 0) |           | Spectateurs : 5 300 Arbitrage : Thoriq Alkatiri | Spectateurs : 5 300 Arbitrage : Thoriq Alkatiri |
| 18h00 UTC+6     | Rapport                     |         |           | Spectateurs : 5 300 Arbitrage : Thoriq Alkatiri | Spectateurs : 5 300 Arbitrage : Thoriq Alkatiri |

Hong Kong gagne 4-2 sur l'ensemble des deux matchs et se qualifie pour le deuxième tour.
| 12 octobre 2023 | Népal     | 1 - 1   | Laos         | Stade Dasarath-Rangasala, Katmandou                  |                                                      |
| 17h00 UTC+5:45  | Bista 48e | (0 - 1) | 33e Bounkong | Spectateurs : 11 235 Arbitrage : Nivon Robesh Gamini | Spectateurs : 11 235 Arbitrage : Nivon Robesh Gamini |
| 17h00 UTC+5:45  | Rapport   |         |              | Spectateurs : 11 235 Arbitrage : Nivon Robesh Gamini | Spectateurs : 11 235 Arbitrage : Nivon Robesh Gamini |

| 17 octobre 2023 | Laos    | 0 - 1   | Népal     | Stade national du Laos, Vientiane        |                                          |
| 19h00 UTC+7     |         | (0 - 0) | 53e Dangi | Spectateurs : 9 772 Arbitrage : Ali Reda | Spectateurs : 9 772 Arbitrage : Ali Reda |
| 19h00 UTC+7     | Rapport |         |           | Spectateurs : 9 772 Arbitrage : Ali Reda | Spectateurs : 9 772 Arbitrage : Ali Reda |

Le Népal gagne 2-1 sur l'ensemble des deux matchs et se qualifie pour le deuxième tour.